# Carey Motor Company
Carey Motor Company war ein US-amerikanischer Hersteller von Automobilen.

## Unternehmensgeschichte
Das Unternehmen wurde 1906 in New York City gegründet. Das Büro befand sich in Harlem und die Fabrik in der Bronx. In der gleichen Straße in der Bronx hatte vorher die Balzer Motor Carriage Company ihr Werk, wobei die genaue Verbindung unklar bleibt. 1906 stellte das Unternehmen Personenkraftwagen her, die als Carey vermarktet wurden. Im Januar 1906 wurde ein Fahrzeug auf der Automobile Club of America Show in New York präsentiert. Es entstanden nur wenige Fahrzeuge.

## Fahrzeuge
Ungewöhnlich war der Umlaufmotor, der von Balzer stammte. Es war ein Fünfzylindermotor, der 10 PS leistete. Die offene Karosserie bot Platz für zwei Personen.